# Booker T. Jones
Booker T. Jones (Memphis, 12 de novembro de 1944) é um compositor, multi-instrumentista, produtor musical e arranjador americano, conhecido por liderar a banda Booker T. and the M.G.'s.

## Carreira
Nascido em Memphis, Tennessee, Jones revelou desde cedo seu prodígio musical; tocava o oboé, o saxofone, o trombone e o piano na escola, e servia como organista em sua igreja. Frequentou a Booker T. Washington High School, alma mater de Rufus Thomas, e compartilhou os corredores da instituição com futuras músicos como David Porter, futuro parceiro de composição de Isaac Hayes, o saxofonista Andrew Love, dos Memphis (Tennessee)Horns, o cantor e compositor de soul William Bell, e Maurice White, do Earth, Wind and Fire.
Sua primeira chance como músico profissional veio aos dezesseis anos de idade, quando tocou o saxofone barítono do primeiro sucesso da gravadora Satellite (futura Stax), "Cause I Love You", de Rufus e Carla Thomas.
Ao frequentar a loja de discos da Satellite Records, gerenciada por Estelle Axton, proprietária da gravadora juntamente com seu irmão, Jim Stewart, Jones conheceu um dos vendedores, Steve Cropper, que acabaria por se tornar um dos M.G.'s quando o grupo foi formado, em 1962. Além de Jones no órgão e Cropper na guitarra, o Booker T. and the M.G.'s contava com Lewis Steinberg no baixo e Al Jackson, Jr. na bateria; Donald "Duck" Dunn viria a substituir Steinberg posteriormente. Ainda na escola, Jones compôs a canção instrumental "Green Onions", que se tornou um sucesso quando lançada pelo grupo em 1962.
Nos anos seguintes Jones dividiu seu tempo entre o estudo de transposição e composição clássicas na Universidade de Indiana, tocando com os M.G.'s aos fins-de-semana em Memphis, atuando como um músico de estúdio com outros números da Stax, e compondo seus futuros sucessos.
Em 1970 Jones se mudou para a Califórnia, após abandonar o emprego de músico de estúdio com a Stax, alegando-se frustrado com o tratamento dispensado pela gravadora aos M.G.'s, mais como empregados do que músicos, segundo ele. Ainda sob o contrato da gravadora, apareceu no álbum epônimo de Stephen Stills, no mesmo ano, e lançou no ano seguinte Melting Pot, o último álbum do Booker T. & the M.G.'s lançado pela Stax.
Jones produziu três álbuns com sua ex-esposa, sob o nome de Booker T. & Priscilla, e também chegou às paradas de sucesso como artista solo em "I Want You". Produziu também o álbum de estreia da irmã de Priscilla, Rita Coolidge, no qual tocou diversos instrumentos, e no álbum Stardust, de Willie Nelson. Também tocou seus teclados característicos em trabalhos de diversos músicos, de Ray Charles a Neil Young e Natalie Merchant. Atualmente ainda toca com o Booker T. & the MGs e com sua própria Booker T. Jones Band.
Foi admitido ao Rock and Roll Hall of Fame em 1992, e recebeu um prêmio Grammy pela sua carreira (Grammy Lifetime Achievement Award) no dia 11 de Fevereiro de 2007.
Em 2009 lançou um álbum solo, Potato Hole, gravado com o Drive-By Truckers. O álbum ganhou o prêmio Melhor álbum de música pop instrumental no 52° Grammy Awards. No mesmo ano, faz um participação especial no álbum Let the Dominoes Fall da banda de punk rock norte-americana Rancid, tocando um Hammond B-3 na faixa "Up to No Good".

## Discografia

### Álbuns solo
- I Want You (1981)
- Potato Hole (2009)

### Com o Booker T. and the M.G.'s
- Green Onions (1962)
- Soul Dressing (1965)
- And Now! (1966)
- In the Christmas Spirit (1966)
- Hip Hug-Her (1967)
- Back to Back (álbum ao vivo, 1968)
- Doin' our Thing (1968)
- Soul Limbo (1968)
- Uptight (trilha sonora, 1969)
- The Booker T. Set (1969)
- McLemore Avenue (1970)
- Melting Pot (1971)
- Universal Language (1977)
- That's the Way It Should Be (1994)